# Nantois
Nantois é uma comuna francesa na região administrativa de Grande Leste, no departamento de Meuse. Estende-se por uma área de 6,05 km². Em 2010 a comuna tinha 91 habitantes (densidade: 15 hab./km²).